# Rosa Boekdrukker

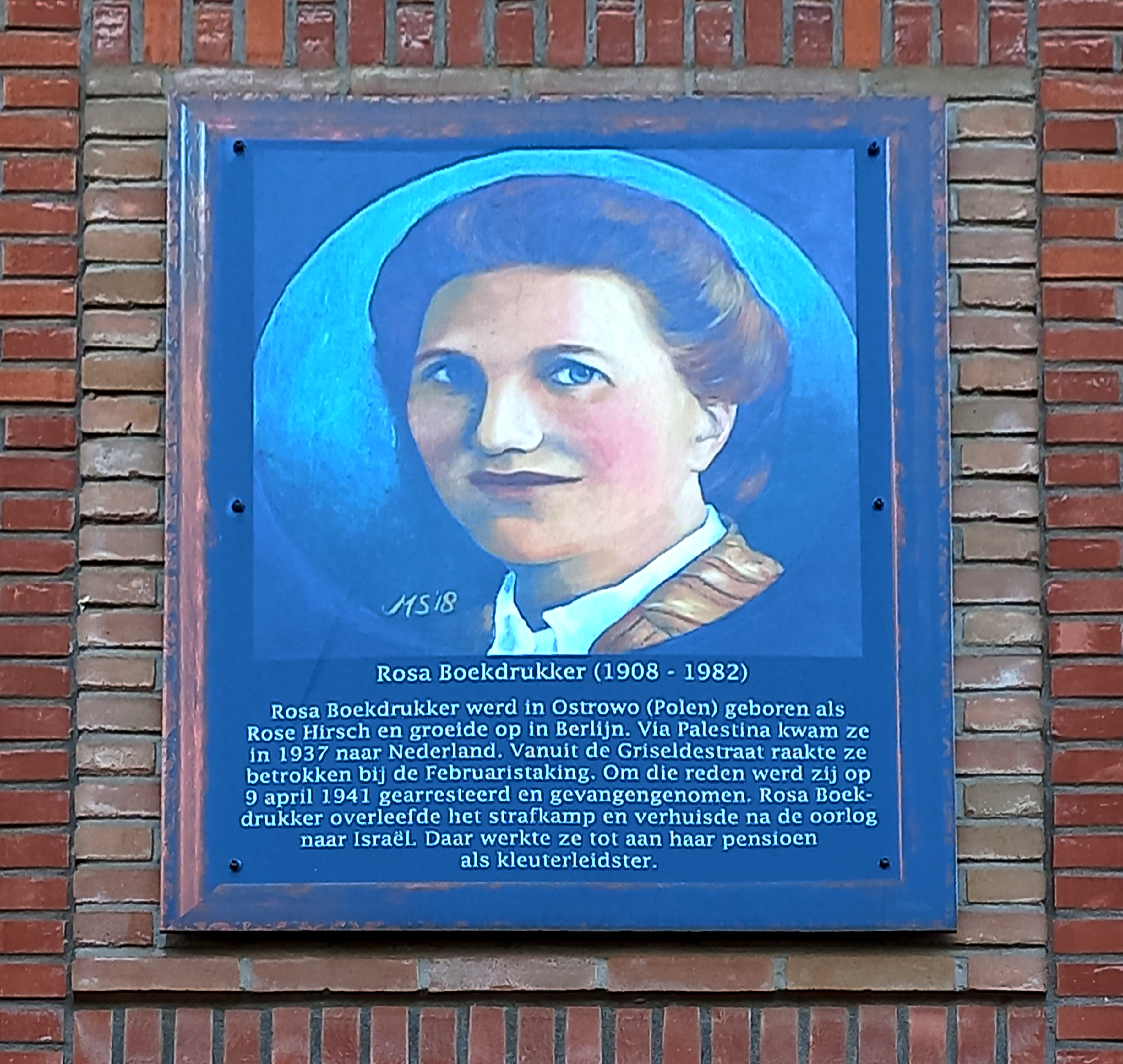
Porträt Rosa Boekdrukkerschool an der nach ihr benannten Schule in Amsterdam

Rose Hirsch, besser bekannt als Rosa Boekdrukker (* 13. November 1908 in Ostrowo, Deutsches Kaiserreich; † 11. September 1982 in Herzlia, Israel) war eine niederländisch-israelische Kindergärtnerin, die während des Zweiten Weltkrieges im Widerstand aktiv war.

## Werdegang
Rose Hirsch wurde als Tochter des Bäckers Israel Hermann Hirsch (1878–1947) und von Bertha Selka (1880–1971) in Ostrowo (seit Ende 1918 Ostrów (-Wielkopolski) in Polen) geboren, wo sie mit zwei älteren Brüdern aufwuchs. Die zunehmenden Pogrome in Polen veranlassten die jüdische Familie Hirsch 1921 zur Übersiedlung nach Deutschland. In Berlin-Mitte eröffnete ihr Vater eine koschere Bäckerei in der Neuen Schönhauserstraße. Dort absolvierte Rose Hirsch das Abitur und eine Ausbildung zur Kindergärtnerin am Pestalozzi-Fröbel-Haus. Anfang der 1930er Jahre ging sie als Pionierin nach Palästina; Ihre Eltern folgten einige Jahre später. Dort lernte Rose Hirsch den niederländischen Büroangestellten Nico Boekdrukker (1911–1943) kennen, den sie im Dezember 1933 in Jaffa heiratete. Wegen seiner Malaria-Erkrankung zog das Paar im Juni 1937 nach Amsterdam und trat 1938 der Communistische Partij van Nederland (CPN) bei. Im Jahr 1939 verließ Rosa Boekdrukker ihren Mann und arbeitete danach als Reinigungskraft. Sie wohnte in der Griseldestraat 36-3 in Amsterdam-West.

## Widerstandstätigkeit
Während des Zweiten Weltkrieges engagierte sich Rosa Boekdrukker im kommunistischen Widerstand. Nach der Besetzung der Niederlande wurde die CPN im Juli 1940 verboten und beteiligte sich zusammen mit anderen Parteien am niederländischen Widerstand und am Februarstreik gegen die deutsche Besatzung im Zweiten Weltkrieg 1941. Wegen ihrer Teilnahme am Februarstreik wurde Rosa Boekdrukker am 9. April 1941 zusammen mit 21 anderen CPN-Mitgliedern verhaftet. Ihr wurde vorgeworfen, in ihrem Haus illegale Treffen abgehalten zu haben und bei den Kontakten zwischen der Amsterdamer und der nationalen Führung des Widerstands eine Rolle gespielt zu haben. Sie wurde zunächst in Amsterdam und später im Oranjehotel in Scheveningen inhaftiert. Zusammen mit dem ebenfalls festgenommenen Martin Vlaar war sie die Einzige, die während der brutalen Verhöre nichts preisgab. Vom 8. bis 18. September 1941 fand der Prozess gegen sie und ihre Mitgefangenen vor einem Gericht in Den Haag statt, der aufgrund seines „staatsgefährdenden Charakters“ streng vertraulich behandelt wurde. Auch der niederländischen Presse war es verboten, darüber zu berichten. Dennoch war, durch den Widerstand mobilisiert, der Platz voller Menschen, Familienmitgliedern und Freunden, die zur Unterstützung der Gefangenen gekommen waren. Als eine von zwei angeklagten Frauen fiel Rosa Boekdrukker durch ihre unnahbare Haltung und ihr hartnäckiges Schweigen auf. Mit zehn Jahren erhielt sie eine der längsten Haftstrafen.
Rosa Boekdrukker wurde in der Frauenhaftanstalt Anrath bei Krefeld eingesperrt. Mit dem Näherrücken der Alliierten im September 1944 räumten die Deutschen das Gefängnis und brachten die Gefangenen nach Düsseldorf und anschließend nach Ziegenhain bei Kassel. Wenige Stunden bevor die Amerikaner Ziegenhain erreichten, deportierten die Deutschen am 29. März 1945 alle Häftlinge in Viehwaggons in das KZ Bergen-Belsen und mit dem weiteren Vorrücken der Alliierten in das KZ Fuhlsbüttel in Hamburg. Die Befreiung erfolgte Mitte Mai 1945.

## Weiteres Leben
Rosa Boekdrukker kehrte nach Kriegsende nach Amsterdam zurück. Geschwächt von der langen Haftzeit fand sie Aufnahme bei ihren kommunistischen Freunden. Nachdem sie sich ausreichend erholt hatte, zog sie in die Tweede Jan Steenstraat 98-2, und arbeitete in einem jüdischen Kinderheim in De Bilt. Am 29. Januar 1947 kehrte sie mit britischer Erlaubnis endgültig nach Palästina zurück, das britisches Mandatsgebiet war, wo sie ihre Eltern nach zehn Jahren wiedertraf. In Haifa fand sie eine Arbeit als Kindergärtnerin und heiratete Ende Februar 1950 Wolff Benjamin Wolffs (1904–1986). Ein Jahr später kam Sohn Abraham Arje zur Welt. Zwei Jahre später zog die Familie in die Stadt Beit-Yitzhak, wo Rosa Boekdrukker bis zu ihrer Pensionierung in einem Kindergarten arbeitete. Während ihres Lebens in Israel sprach sie mit ihren Angehörigen kaum über die Zeit in den Niederlanden, ihre Rolle im Widerstand oder ihre Gefangenschaft, traf aber bei einem kurzen Besuch in den Niederlanden im Jahr 1967 ihre Kameraden von der Amsterdamer CPN noch einmal. Ab 1980 lebte sie im niederländischen Altenheim Queen Juliana in Herzlia, einer Küstenstadt oberhalb von Tel Aviv, wo sie im 11. September 1982 starb.

## Gedenken

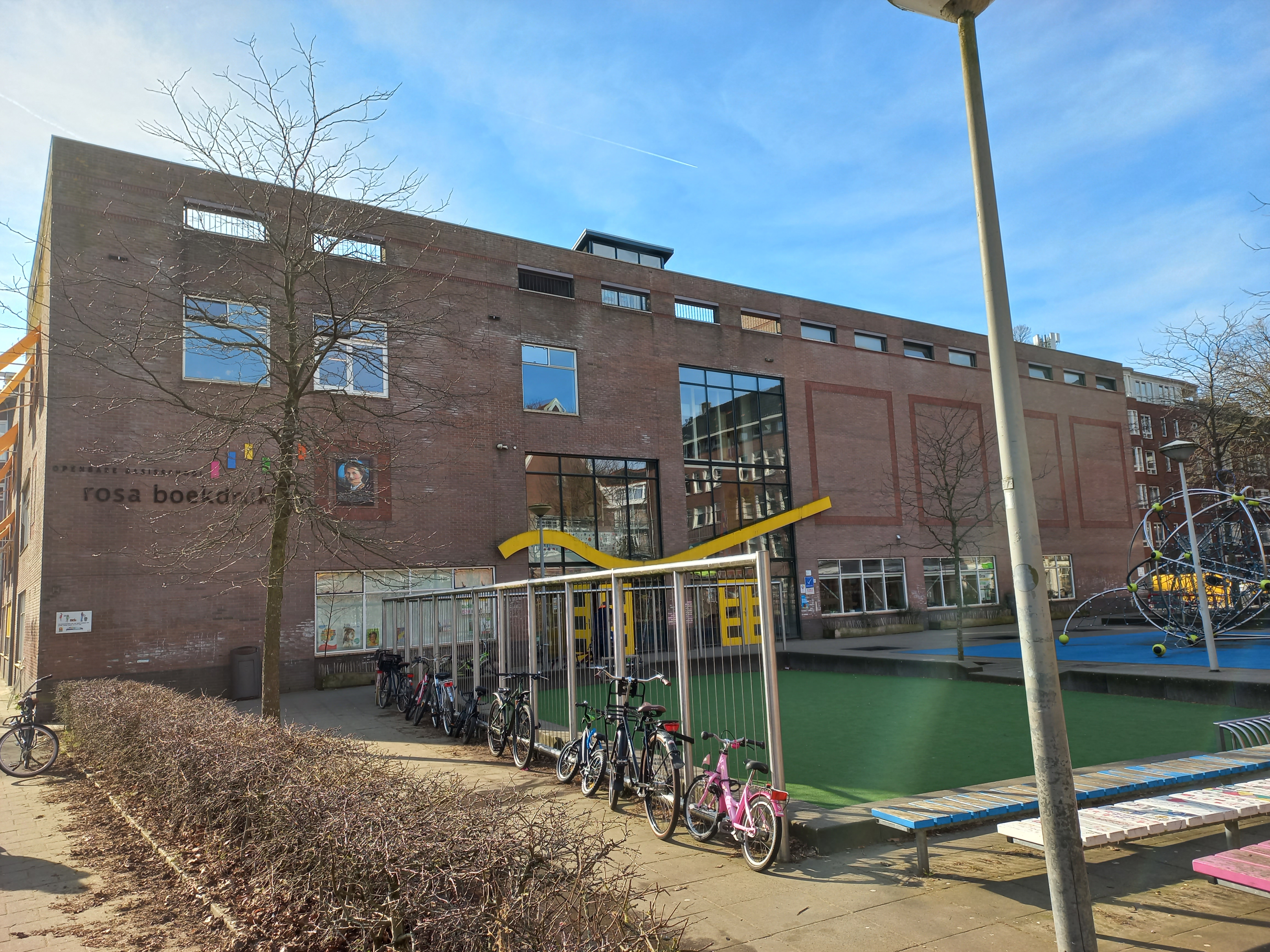
Rosa Boekdrukkerschool in Amsterdam
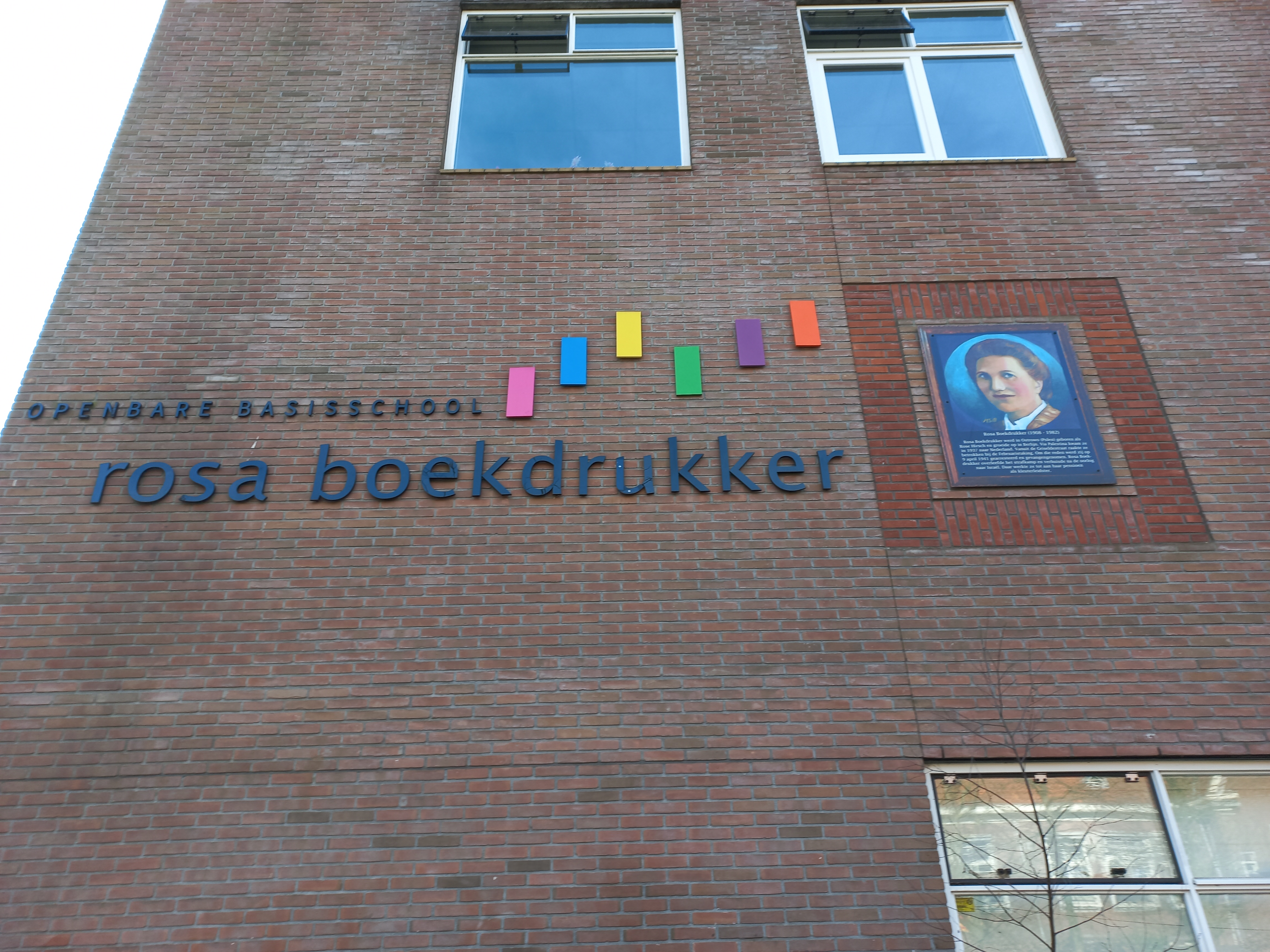
Schriftzug an der Schule

Rosa Boekdrukkers Sohn fand erst nach ihrem Tod in ihren Dokumenten Briefe aus der Zeit unmittelbar nach dem Krieg, in denen sie ihren Eltern von den Erlebnissen berichtete. In CPN-Kreisen blieb sie als Heldin in Erinnerung und aufgrund ihrer unnachgiebigen Haltung während des Prozesses als die „niederländische Jeanne d’Arc“.
Im Jahr 1994 wurde die Grundschule Rosa Boekdrukkerschool nach ihr benannt, die in der Nähe des Hauses in Amsterdam-West steht, in dem sie zu Beginn des Krieges lebte. An der Fassade wurde 2018 ein großes Bild von ihr angebracht.